# Doleromyrma rottnestensis
Doleromyrma rottnestensis este o specie de furnică din genul Doleromyrma. Descrisă de William Morton Wheeler în 1934, specia este endemică pentru Australia.